# Muddais prästgård
Muddais prästgård är en prästgård i byn Muddais i Pargas. Den började byggas 1702; den hade byggts klart 1827. Finlands första ärkebiskop Jacob Tengström bodde där. Johan Ludvig Runeberg har även varit guvernant i gården med sex elever; det var i prästgården han träffade Fredrika Runeberg.[källa behövs]